# Biserica de lemn din Luncani

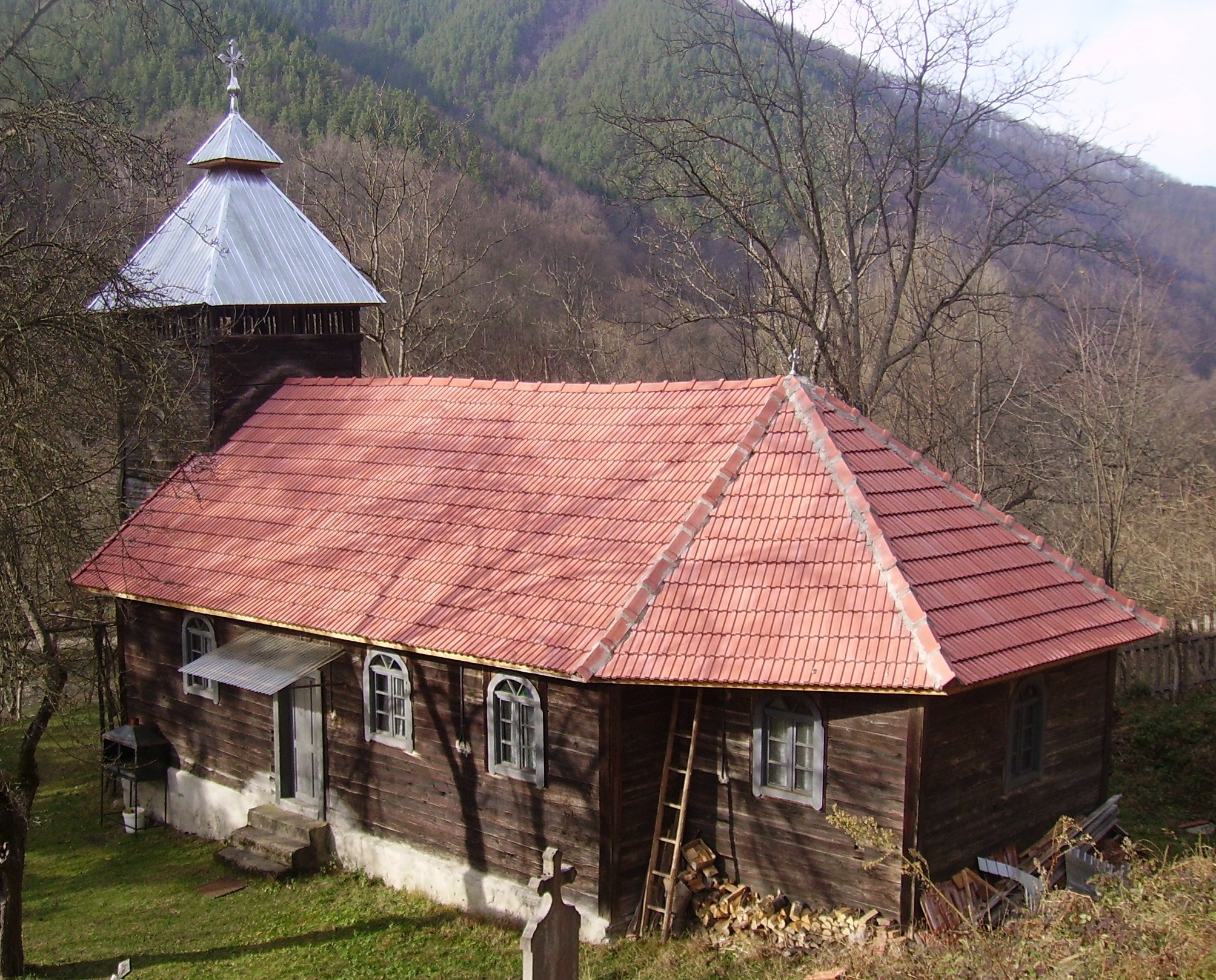
Biserica de lemn „Adormirea Maicii Domnului” din Luncani Vale, comuna Boșorod, județul Hunedoara, foto: noiembrie 2008.

Biserica de lemn din Luncani, comuna Boșorod, județul Hunedoara a fost ridicată în anul 1803. Are hramul „Adormirea Maicii Domnului”. Biserica a fost pictată în 1984. Figurează pe noua listă a monumentelor istorice,  HD-II-m-B-03361.

## Istoric și trăsături
Cătunul Luncani-vale, aparținător comunei Boșorod, găzduiește o biserică de mari dimensiuni, închinată praznicului Adormirii Maicii Domnului; lăcașul, inclus pe lista monumentelor istorice românești ( HD-II-m-B-03361), deservește liturgic și cătunele Alun, Cioclovina și Urșici. Biserica a fost ridicată, potrivit datelor transmise de comisia Dosa (1805), în anul 1803, în timpul păstoririi preotului Petru Benedec; clopotul mic, turnat în 1804, confirmă această cronologie.
Pereții edificiului, tencuiți la interior, înscriu planul dreptunghiular, cu absida rectangulară, decroșată. Amplei renovări din anii 1935-1940, cu caracter de rectitorire, îi corespunde lărgirea spațiului interior și adosarea turnului-clopotniță robust din dreptul pronaosului, supraînălțat printr-un coif piramidal amplu, învelit în tablă; la acoperișul propriu-zis s-a folosit țigla. În 1984, suprafața interioară a pereților a fost tencuită și împodobită iconografic de pictorul Lucian Mara din Deva. Accesul în sfântul lăcaș se face prin două uși, amplasate pe laturile de sud și de vest. Aceasta a fost, probabil, cea dintâi ctitorie a localității, de vreme ce atât recensămintele ecleziastice ale secolului al XVIII-lea, cât și harta iosefină omit localitatea; pe cea actuală o menționează conscripțiile ecleziastice ale anilor 1805 și 1829-1831.